# Abadía Sainte-Croix de Poitiers
La abadía Santa-Cruz de Poitiers es una antigua abadía de Poitiers, Francia, la cual se encuentra hoy en día en el municipio de Saint-Benoît.

## Historia

### Periodo medieval
La abadía Sainte-Croix fue fundada por la reina de los francos Santa Radegunda en el año 552, que huía de su esposo Clotario I. Amenazado de excomunión por santo Germain de París, obispo de París, este último acaba por adquirir las tierras cerca del barrio episcopal de Poitiers donde estuvo construida la abadía Santa-Marie, primer monasterio femenino de Galia.
La primera abadesa fue Santa Inés, la reina que ha rechazado esta carga. Inés fundó el monasterio bajo la regla de Césaire de Arles. Inés había sido una antigua señora de compañía de Radegunda. La abadía fue renombrada Sainte-Croix cuando recibió en el 567 los fragmentos de la Cruz enviados por el emperador de Constantinopla. Esta abadía poseía una enorme cantidad de reliquias y fue una gran sede cultural de la época. Radegunda hizo llamar a Venancio Fortunato, poeta italiano posteriormente obispo de Poitiers, para que escribiese algunos de sus himnos más célebres. De esta época se conservan algunos objetos como una cruz merovingia, el famoso Pupitre de Santa Radegunda y una placa central que contiene reliquias que datan del año mil. Estos objetos todavía están en posesión de religiosas.

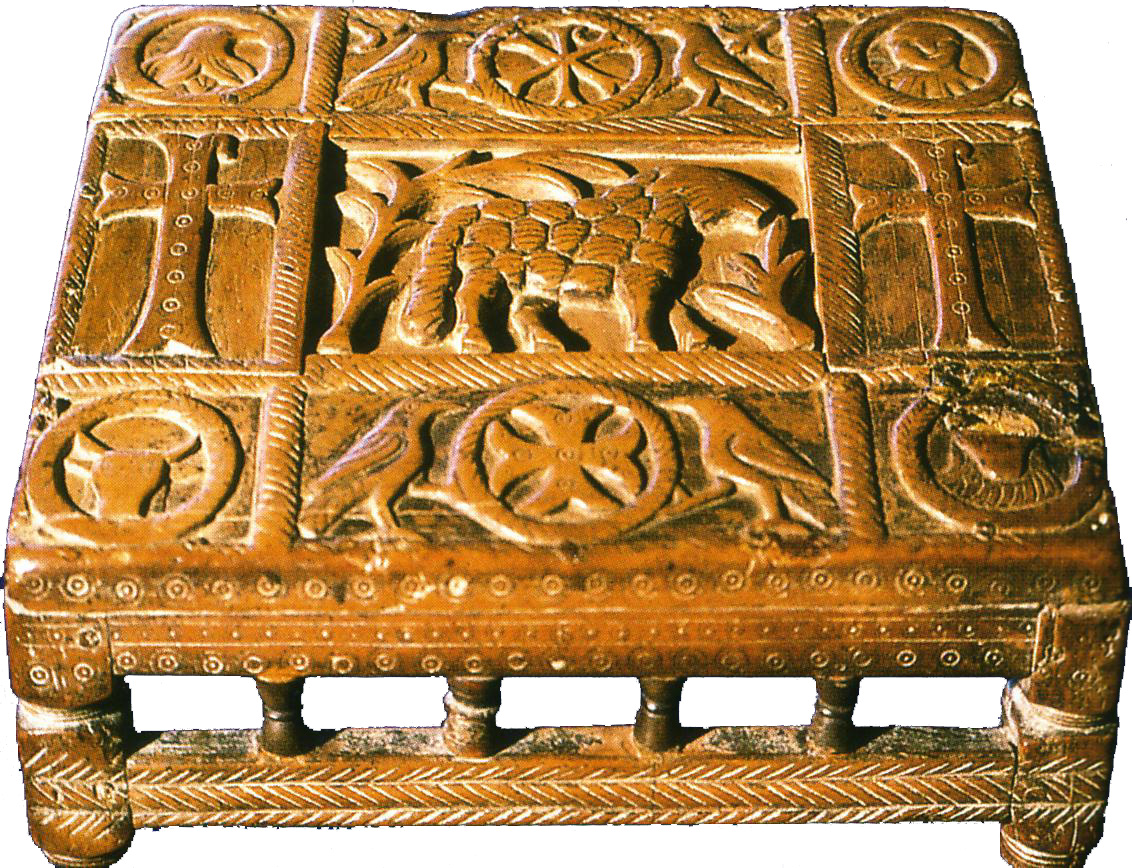
Pupitre de santa Radegunda

En 589, las monjas se volvieron, gracias a Cariberto I y Basina, contra la autoridad de su abadesa, a quien acusaban de ser muy duro y ocioso. Fueron excomulgadas gracias a los reyes merovingios.

#### La revuelta de las monjas de Sainte-Croix de Poitiers
La revuelta de las monjas del monasterio Sainte-Croix de Poitiers tuvo lugar entre el 589 y 590. Fueron empujadas por Basina y Chrodielde, también conocida como Clotilde, las monjas que se sublevaron contra su abadesa, Leubovère. Huyeron del monasterio para encontrar refugio en casa del obispo Gregorio de Tours y después se trasladaron a la basílica Saint-Hilaire. Los obispos se reunieron para resolver el conflicto. Sin embargo, algunos hombres contratados por las religiosas les dieron caza. El rey Childeberto II, rey de Austrasia, ordenó a uno de sus condes, Maccon, que pusiese fin a esta revuelta. Las monjas fueron finalmente juzgadas y reintegradas en el monasterio.
Las causas
La revuelta fue llevada a cabo por Basina y Clotilde, dos princesas merovingias. Clotilde era hija del rey Cariberto I mientras que Basina, del rey Chilperico I, siendo ambos reyes hermanos. Estas monjas estuvieron en contra de la elección de Leubovère como nueva abadesa. Criticaron las condiciones del monasterio, declarando que "ellas no podían soportar el hambre, la indigencia y los malos tratos", poniendo en duda así la gestión del montasterio por Leubovère. Esta última es acusada de haber "celebrado fiestas de compromiso en el monasterio". Sin embargo, la abadesa niega dichas acusaciones. Según ella, "ellas jamás habían soportado la hambruna a pesar de la penuria de la estación. En cuanto a los vestidos, (...) ellas tenían más de lo que exigían sus obligaciones". Las monjas no admitieron la autoridad de Leubovère que, gracias al control del monasterio, se impuso como la persona más importante de la región.
A raíz de la revuelta de las monjas en el 589, el Poitou se encuentra en una situación política compleja. Tras su fundación en el 552, el monasterio había estado bajo la dominación de seis reyes diferentes. En el 585, el rey Gontrán I de Borgoña, invadió el Poitou, territorio perteneciente a su nieto, el rey Childeberto II, En el 587, Childeberto II y Gontrán I firman un tratado de paz en Andelot y se juran amistad. El Poitou vuelve a Childeberto. En contrapartida, Gontrán I obtiene una parte de Aquitania. El Poitou se encuentra, pues, en una situación geopolítica delicada ya que se encuentra en la periferia del reino de Childeberto, lejos del poder político del rey en Reims y muy cerca del reino de Gontrán.
La revuelta
Las monjas dirigidas por Basina y Clotilde se marchan del monasterio de Sainte-Croix para acudir a Tours con el objetivo de comunicar sus críticas al obispo Gregorio de Tours. Se quejan igualmente de la actitud del obispo de Poitiers, Marovée. Este último les parece poco preocupado por los asuntos de la abadía, adoptando una posición pasiva. El obispo se encuentra entonces en conflicto con las monjas ya que Radegunda había intentado impedir al obispo cualquier control sobre el monasterio. Esta última era la esposa de Clotario I y había construido el monasterio con los recursos financieros de su esposo. Radegunda provocó un conflicto con el obispo relacionado con una reliquia de la cruz de Jesús y con la regla de Arlés ya que ella buscaba emancipar el monasterio de cualquier poder del obispo y del rey.
Clotilde confía las monjas a Gregorio de Tours y le suplica que "tenga la amabilidad de cuidar a esas jóvenes hijas que han sido sometidas a grandes humillaciones por la abadesa de Poitiers hasta que ella encuentre a sus padres, los reyes". Se dirige a casa del rey Gontrán I, su primo, para defender su causa. Clotilde pensaba que el obispo Marovée, apoyo de la abadesa Leubovère, sería desaprobado por su primo y los obispos de las provincias vecinas ya que Marovée no era especialmente apreciado en el reino de Borgoña ya que había rechazado someterse a Gontrán I durante la invasión del Poitou. Los soldados reales habían sido obligados a "tirarse sobre el obispo"  para impedir su revuelta.
Sin embargo, las monjas se cansaron de esperara a los obispos a los que Gontrán I había ordenado que hablasen con la abadesa, por lo que duda si andar a los obispos a las tierras del rey de Austrasia ya que teme crear un conflicto entre ambos. Espera, entonces, instrucciones. CHildeberto II, "instruye una de esas noticias, manda enviados al rey Gontrán para que, reuniendo a los obispos de ambos reinos, se pueda llegar a remediar lo que ocurría mediante un juicio canónico".
Las monjas no se resignan a volver al monasterio. Se toma la decisión de volver a Poitiers pero no de entrar al claustro. Se refugian en la basílica Saint-Hilaire, al lado del monasterio. Clotilde decide unir a un grupo de gente "culpable de todos los crímenes" para defenderse. No obstante, los obispos Gondegisile de Burdeos, Nicaise de Angulema, Saffaruis de Périgeux et Marovée de Poitiers, convocados por Gontrán I y Childeberto II, llegan al monasterio Sainte-Croix. No encontrando a las monjas, estos últimos se dirigen a Saint-Hilaire. Quieren "que las muchachas vuelvan a su monasterio". Éstas rechazan someterse a los obispos y ellos las excomulgan. Los hombres reunidos por Clotilde, armados con palos, se tiran sobre los obispos, los clérigos y todos los servidores dándoles golpes. Los obispos escriben a otros homólogos del reino de Gontrán para informar de la situación. Se valida la sentencia de excomunión. Se llevan a cabo numerosas tentativas de conciliación pero todas fracasan ya que las monjas desean que su sentencia de excomunión sea revertida. Durante el invierno de 589 a 590, con pocos recursos con los que vivir, una parte de las monjas abandonan a Clotilde y Basina para volver a su antiguo monasterio. El grupo de monjas que todavía resiste se prepara para invadir el dominio de Sainte-Croix. Durante la Semana Santa, se dirigen al monasterio para golpear a las monjas fieles a la abadesa y, tras varios intentos, la secuestran. El rey Childeberto II, desesperado por la situación, ordena al conde Maccon que reprima esta revuelta, haciendo que sus hombres maten a los de Clotilde. Las sublevadas se encuentran sin defensa y son condenadas a un tribunal eclesiástico.
El proceso
Durante el proceso, la abadesa se enfrenta las acusaciones de las dos princesas y debe explicarse. Personalidades como el médico Réovald intervienen par defender a la abadesa Leuvobère. Los obispos, fundándose sobre los cánones de la Iglesia, declaran que a las sublevadas se las priva de comunión hasta que hayan cumplido una penitencia aceptable. También las condenan a restituir todos los bienes robados. El juicio condena a las monjas a la misma pena sin hacer distinción de rengo. Sin embargo, en noviembre y tras la obstinación de Clotilde, se organiza un nuevo proceso en presencia del rey Gontrán I. Basina "se tira a los pies de los obispos, pidiendo perdón, prometiendo volver al monasterio para vivir en caridad con la abadesa y no volver a saltarse la regla". Clotilde afirma que ella jamás volverá al monasterio, "mientras la abadesa Leubovère esté allí". El rey las perdona. De este modo, "volvieron a recibir la comunión y fueron enviadas a Poitiers: Basina al monasterio y Clotilde a una casa en el campo". Tiempo después, en el 592, Leuvobère y el obispo Marovée mueren.

#### La capilla del Paso de Dios y los vestigios arqueológicos visibles
En 1909, el padre Camille de la Croix, arqueólogo, descubrió la primera abadía de Santa María, un pequeño edificio rectangular con un altar. También descubrió a su lado los aposentos de Radegunda y su oratorio, construcciones que fueron restauradas en un estilo inspirado en la época merovingia.
Este pequeño oratorio, destruido durante la Revolución francesa, también recibe el nombre de "Paso de Dios" (original Pas de Dieu) ya que, según se comenta, es en este lugar donde, antes de morir, Radegunda tuvo la visión de Cristo diciéndole que era "la perla de mi corona". Al irse dejó una piedra que se conservó durante mucho tiempo en la capilla. Tras la Revolución, la piedra fue llevada a la iglesia de Santa Radegunda, donde todavía se encuentra. Al lado de la capilla, hoy terreno propiedad de otro convento, se encuentra el "Laurel de santa Radegunda". Supuestamente, la santa había plantado un árbol delante de sus aposentos que creció de forma milagrosa. Es un hecho que el árbol es muy anciano y las religiosas de Sainte-Croix habrían tenido por tradición ofrecer o vender las hojas en pequeños sacos en el siglo XIX.
En los años 50, François Eygun, arqueólogo, descubrió los cimientos de la segunda abadía, Sainte-Croix. Más importante que la primera, fue ampliada en la época románica y destruida durante la revolución. Se conoce su aspecto gracias a los numerosos dibujos que se hicieron. De su parte románica se descubrieron pilares, los muros y la cabecera, así como un pequeño ábside merovingio, el de la primera construcción. También aparecieron un gran número de mosaicos prerrománicos. Todos estos restos se conservan en el Museo Sainte-Croix y en la abadía de Cossonière. Los cimientos y la construcción son visibles en el jardín del inmueble moderno situado en el número 8 de la calle Jean-Jaurès. En el museo se pueden admirar igualmente las arquivoltas de la antigua puerta románica decoradas de animales.

#### Iglesia Sainte-Radegonde
La iglesia destinada a albergar las sepulturas de las monjas fue consagrada como Basílica Sainte-Marie-Hors-les-Murs ya que la abadía fue construida fuera de la muralla romana de la ciudad (aunque siempre dentro del círculo que forma el Clain. Fue rebautizada como Santa Radegunda a la muerte de la fundadora en el 587. En diciembre de 838, el rey Pipino I de Aquitania fue enterrado en esta iglesia.
Se construyó un burgo alrededor de la iglesia que fue destruido por asaltadores varias veces, lo que obligó su fortificación en el siglo X. Se sabe que en el 955 los alrededores de la iglesia fueron fortificados y fueron incluidos en la muralla construida por Leonor de Aquitania en el siglo XII.